# Turnagra capensis
Turnagra capensis é uma espécie extinta de pássaro da família Oriolidae que era endêmico da Nova Zelândia. Há duas subespécies reconhecidas: T. c. capensis e T. c. minor.